# Махнёв, Василий Алексеевич
Васи́лий Алексе́евич Махнёв (4 декабря 1904, Слободской, Вятская губерния — 15 июня 1965, Москва) — советский государственный деятель, начальник секретариата Специального комитета № 1 при СМ СССР (1945—1953).
Генерал-майор инженерно-технической службы (1943), Герой Социалистического Труда (1949). Лауреат двух Сталинских премий.

## Биография
Родился 4 декабря 1904 года в слободе Демьянка.
- В 1923—1926 годах учился в сельскохозяйственном техникуме и Институте народного хозяйства
- В 1926—1934 годах работал в системе рабоче-крестьянской инспекции (Вятка, Нижний Новгород — Горький)
- В 1934—1937 годах работал в Комиссии советского контроля при СНК СССР (Ленинград)
- В 1937—1938 годах уполномоченный Комиссии советского контроля при СНК СССР по Дальне-Восточному краю
- В 1938—1940 годах уполномоченный Комиссии советского контроля при СНК СССР по Хабаровскому краю
- В 1940—1941 годах был заместителем председателя Комиссии советского контроля при СНК СССР, после её преобразования — заместителем народного комиссара государственного контроля СССР.
- В 1941—1944 годах заместитель народного комиссара боеприпасов СССР, одновременно в 1942—1945 годах заместитель члена Государственного комитета обороны (Л. П. Берия)
- 20 октября 1943 года Постановлением СНК СССР № 1148 присвоено звание генерал-майора инженерно-технической службы.
- 20 августа 1945 года — 26 июня 1953 года — член Специального комитета № 1 при Государственном Комитете Обороны — СНК — СМ СССР (с 24 августа 1945 года — секретарь совета[5]) и член технического совета комитета, работал над созданием атомной бомбы[6].
после 15 декабря 1945 года лично ввёл режим секретности на все важные документы, связанные с производством ядерной бомбы[7].
29 августа 1949 года на Семипалатинском полигоне осуществлён взрыв первой советской плутониевой бомбы «РДС-1»
- В 1953—1956 годах — начальник Управления научно-технической информации и международных связей Министерства среднего машиностроения СССР[8]
- С 1956 года — начальник управления в Государственном комитете по использованию атомной энергии. Тогда его называли ещё Управлением по иностранным вопросам[9]

Сначала жил в Москве в гостинице «Москва», затем переехал в «Дом Правительства», известный как «Дом на набережной», в квартиру 498, позже в 1942 году жил в квартире 458, 23 подъезд. Из Дома уехал в 1945 году.
Скончался 15 июня 1965 года. Похоронен на Новодевичьем кладбище (участок 6).

## Награды

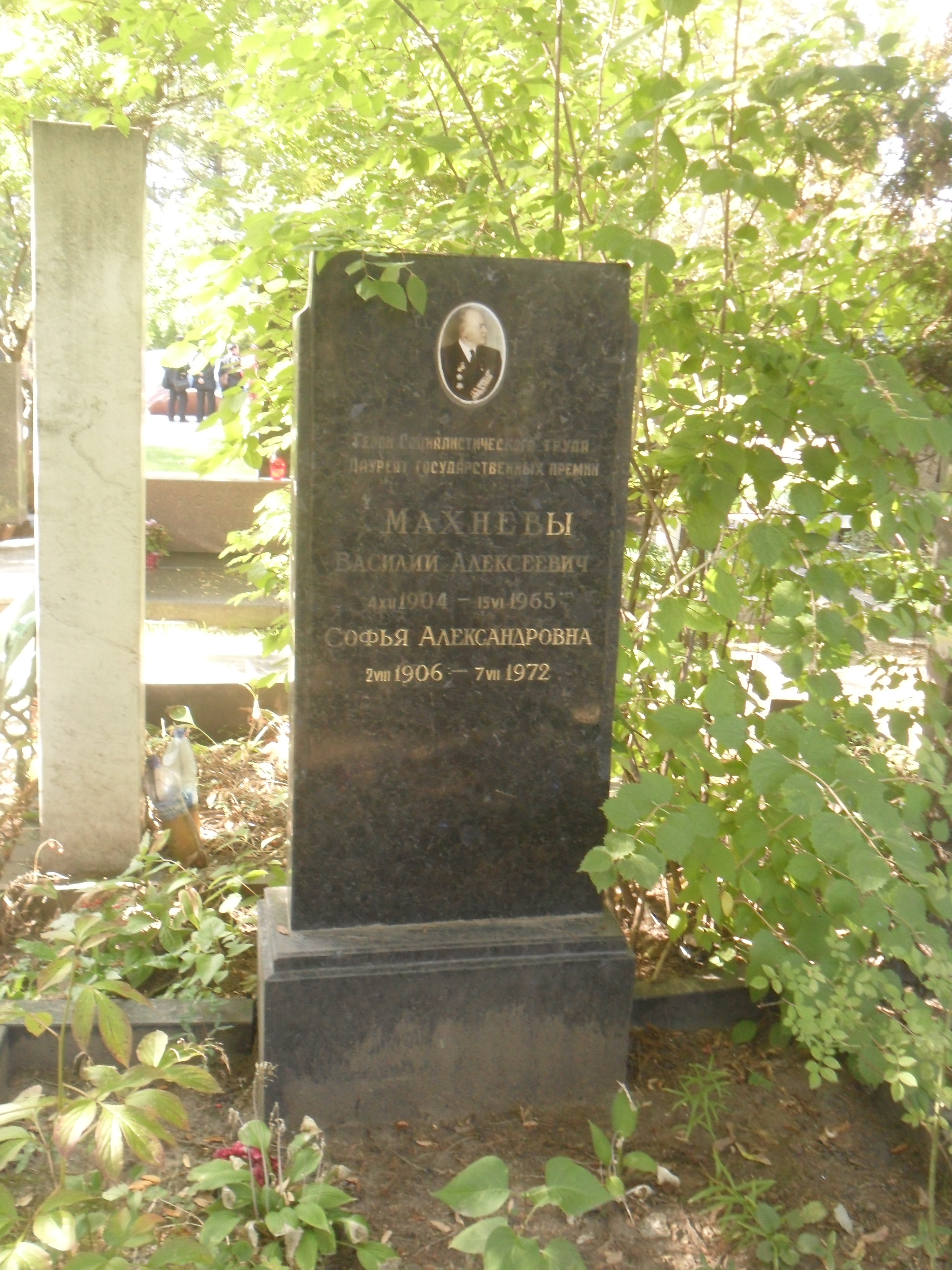
Могила Махнёва на Новодевичьем кладбище Москвы.

Указом Президиума Верховного Совета СССР от 29 октября 1949 года «О присвоении звания Героя Социалистического Труда научным, инженерно-техническим и руководящим работникам научно-исследовательских, конструкторских организаций и промышленных предприятий» (с грифом: «Не подлежит опубликованию») «за исключительные заслуги перед государством при выполнении специального задания» Махнёву Василию Алексеевичу присвоено звание Героя Социалистического Труда с вручением ордена Ленина и золотой медали «Серп и Молот».
- два ордена Ленина (24.11.1942; 29.10.1949)
- орден Кутузова I степени (16.09.1945)
- орден Кутузова II степени (18.11.1944)[11]
- два ордена Трудового Красного Знамени (20.01.1942; 05.08.1944)
- медали
- две Сталинские премии (1949, 1953).

## Семья
- Жена — Софья Александровна (1906, Хабаровск — 1972).
- Дети — Андрей (1930), Эмилия (1937), Василий (1947).

## Комментарии
1. ↑  Слобода Демьянка[1], образовавшаяся при слиянии Демьянки Нижней (Демьяновской пустоши)[2] и Демьянки Верхней (Альферовской)[3], относилась к Стуловской, позднее — к Слободской волости Слободского уезда; ныне — микрорайон в юго-восточной части города Слободской Кировской области[4].